# Katja Nass
Katja Nass (Offenbach am Main, 26 novembre 1966) è una schermitrice tedesca, vincitrice di tre medaglie d'argento ed una di bronzo ai campionati mondiali di scherma. Vincitrice anche di una Coppa del Mondo di scherma.